# USS St. Louis (LCS-19)
El USS St. Louis (LCS-17) de la Armada de los Estados Unidos es un buque de combate litoral de la clase Freedom. Fue colocada su quilla en 2017, botado en 2018 y asignado en 2020. Su nombre honra a San Luis, ciudad de Misuri. Será descomisionado en 2023.

## Historia
Fue puesto en gradas por el Fincantieri Marinette Marine de Marinette, Wisconsin; el 17 de mayo de 2017; bautizado y botado el 15 de diciembre de 2018; y comisionado el 8 de agosto de 2020 en la Mayport Naval Station, Florida. Su destino es el LCS Squadron 2 en la Mayport Naval Station.
En 2022 la marina anunció la baja de todos los LCS de la clase Freedom en 2023, incluyendo al St. Louis.